# Parafia św. Judy Tadeusza i św. Antoniego Padewskiego w Obornikach Śląskich
Parafia św. Judy Tadeusza i św. Antoniego – jest jedną z dwóch parafii rzymskokatolickich położonych w Obornikach Śląskich, w archidiecezji wrocławskiej. 

## Historia parafii
Została wydzielona z parafii Najświętszego Serca Pana Jezusa w Obornikach Śląskich. Erygowana dekretem z 20 grudnia 2001 roku. Pierwszym proboszczem był ks. Franciszek Jadamus SDS.
W styczniu 2021 zmarł z powodu COVID-19 proboszcz ks. Jacek Wawrzyniak.

## Proboszczowie
- ks. Franciszek Jadamus SDS (2001–2010)
- ks. Jacek Wawrzyniak SDS (2010–2021)
- ks. Emanuel Rus SDS (2021; administrator)
- ks. Rafał Chwałkowski SDS (2021–2024)
- ks. Rafał Wagner SDS (od 2024, administrator)

## Zasięg parafii
Do parafii należą wierni z Obornik Śląskim mieszkający przy ulicach: II Armii Wojska Polskiego, Baczyńskiego, Chełmońskiego, Chopina, Chrobrego, Ciecholowickiej, Dąbrowskiego, Energetycznej, Fredry, Gierymskiego, Górnej, Grunwaldzkiej, Jodłowej, Komuny Paryskiej, Korzeniowskiego, Kossaka, Kruczkowskiego, Leśnej, Łąkowej, Łokietka, 9 Maja, Malczewskiego, Matejki, Modrzewiowej, Moniuszki, Na Przejściu, Niecałej, Nowowiejskiej, Paderewskiego, Podzamcze, Polnej, Powstańców Śląskich, Prusickiej, Ptasiej, Sienkiewicza, Skargi, Skłodowskiej (od nr 20 do końca), Słowackiego, Spółdzielczej, Staszica, Wita Stwosza, Styki, Trzebnickiej, Wieniawskiego, Księcia Witolda, Witosa, Włodkowica, Wrocławskiej, Wzgórze Magdaleny, Wzgórze Partyzantów i pl. Zwycięstwa oraz wierni z miejscowości: Golędzinów, Kowale, Nowosielce, Piekary i Wilczyn.

## Grupy parafialne
- Żywy Różaniec
- Krąg Biblijny
- Akcja Katolicka
- Schola dziecięca
- Zespół młodzieżowy
- Koło Przyjaciół Radia Maryja
- Oaza Rodzin
- Ruch Młodzieży Salwatoriańskiej
- Liturgiczna Służba Ołtarza
- Mężczyźni Świętego Józefa

## Kaplice mszalne

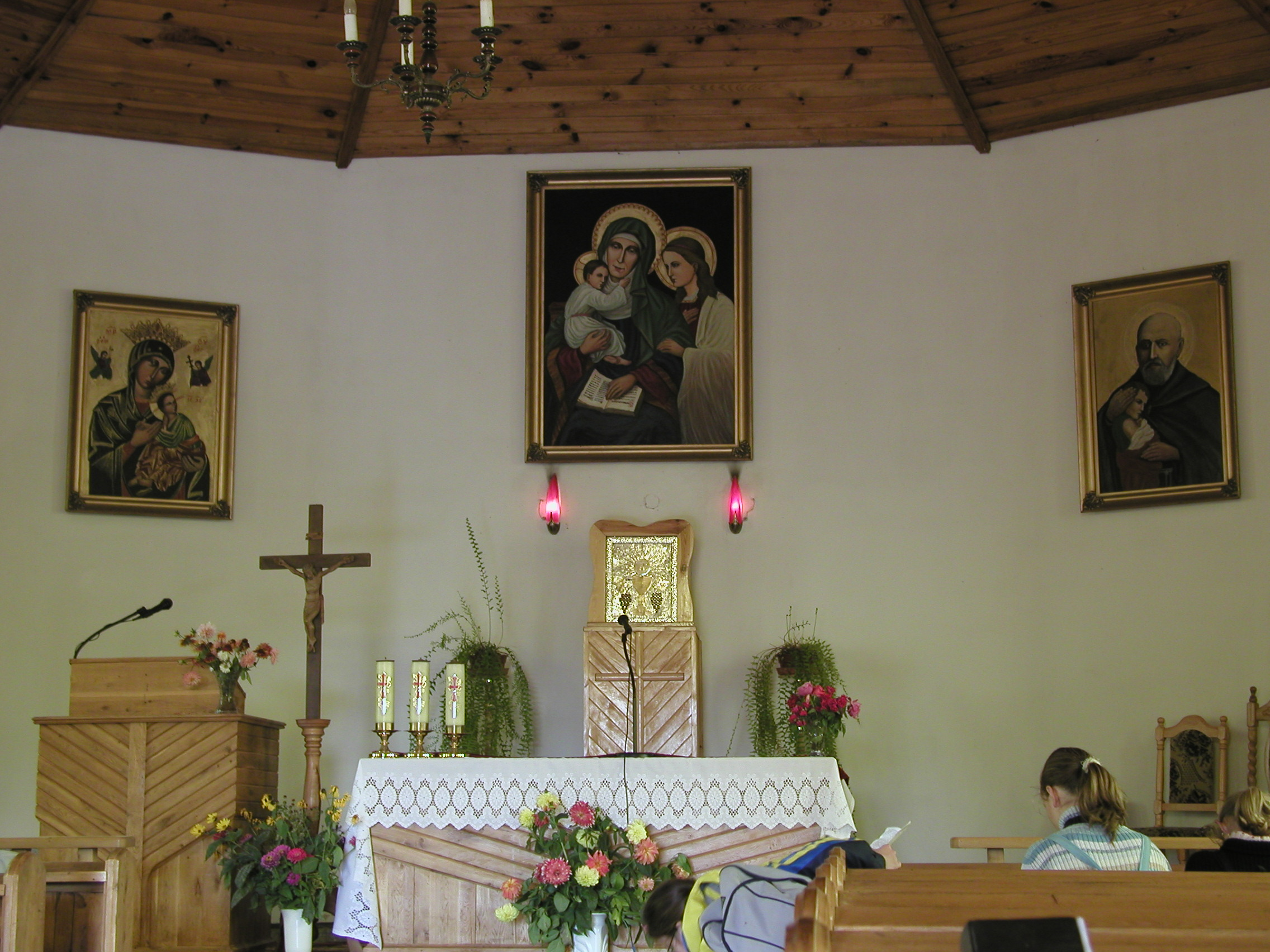
Wnętrze kaplicy pw. św. Anny w Kowalach

- Golędzinów – NMP Nieustającej Pomocy
- Kowale – św. Anny